# Ранко Козић
Ранко Козић је класични филолог и професор Универзитета у Београду. На Катедри за италијански језик и књижевност Филолошког факултета предаје Латински језик.

## Живот и рад
Магистрирао 1996. с тезом „Елементи којне у атицистичком љубавном роману Измин и Измина Јевстатија Мекремволита“, докторирао 2004. с радњом „Утицај античких и средњовековних поетика на Мекремволитов роман виђен у перспективи историје стила“. Израду обе тезе водила је проф. др Љиљана Црепајац.
За најбоље књижевно остварење 2012. примио је Награду Задужбине Веселина Лучића на име дела Рођење романа из духа парафразе.